# Associação de Futebol da Groenlândia
A Associação de Futebol da Groenlândia (em groelandês: Kalaallit Nunaanni Isikkamik Arsaattartut Kattuffiat e em dinamarquês: Grønlands Boldspil-Union - GBU) é a organização que administra o futebol nesta ilha, um país constituinte do Reino da Dinamarca. Fundada em 1971 e sediada na capital Nuuk, organiza atualmente os torneios locais e a Seleção Groenlandesa de Futebol.

## Filiação à FIFA
A Groenlândia não é filiada à FIFA, e portanto, não pode disputar as eliminatórias para a Copa do Mundo. Além da FIFA, ela também não é filiada nem à CONCACAF nem à UEFA. Isso ocorre porque a Groenlândia não pode sustentar um gramado devido ao pergelissolo que envolve a região. Um campo de grama artificial foi colocado no Estádio de Nuuk em 2016, o que agora possibilitaria sua aceitação pela FIFA, mas o estádio ainda carece de outras características exigidas, como arquibancadas e vestiários.
Após a entrada, em 2014, da seleção de Gibraltar na UEFA, e posteriormente na FIFA, a Groenlândia pode ser a próxima a tentar a filiação. Atualmente, a organização faz parte da Confederação de Futebol de Associações Independentes (ConIFA), desde maio de 2016.